# نشان توپوزیان
اسقف اعظم نشان توپوزیان (ارمنی: Նշան եպս. Թօփուզեան؛ انگلیسی: Nshan Topouzian؛ زاده ۲ آوریل ۱۹۶۶ – درگذشته ۲۷ آوریل ۲۰۱۰) خلیفه‌گری ارامنه آذربایجان از فوریه ۱۹۹۱ تا آوریل ۲۰۱۰ بود.

## ابتدای زندگی
اسقف نشان توپوزیان، به نام غسل تعمیدی «آرا توپوزیان»، در روز شنبه ۲ آوریل ۱۹۶۶ (۱۳ فروردین ۱۳۴۴) در شهر شتورا، استان بقاع لبنان چشم به جهان گشود. پدرش «کاراپت توپوزیان» مراکشی‌الاصل بود.

## تحصیلات مذهبی
اسقف نشان توپوزیان تحصیلات ابتدایی خود را در مدرسه ارمنی‌های شهر زحله، لبنان گذراند و پس از آن در سن ۱۲ سالگی وارد سریر مقدس کیلیکیه شد. پس از گذراندن دوره ۵ ساله تحصیلی به درجه «سار کاواک» نایل گردید. با ادامه تحصیل و پس از اتمام دوره ۳ ساله تحصیلی در رشته‌های خداشناسی و زبان ارمنی در سال ۱۹۸۷ میلادی توسط عالیجناب جاثلیق گارگین دوم ملقب به خلیفه «نشان» گردید.
در فوریه ۱۹۹۱ بعنوان روحانی ایران – آذربایجان به شهر تبریز عزیمت نمود و در ماه مه همان سال بنا به تقاضای مجمع خلیفه‌گری و قاطبه ارامنه آذربایجان به دستور عالیجناب جاثلیق به عنوان «خلیفه کل ارمنی‌های آذربایجان» منصوب گردید.
در اوت ۱۹۹۱ در کلیسای سرکیس مقدس تبریز از طرف «سریر مقدس کیلیکیه» ارتقاء درجه یافته و به استفاده از صلیب مخصوص مفتخر گردید و در سال ۱۹۹۴ میلادی نیز افتخار بر دوش گذاردن ردای بنفش را نصیب خود کرد.
در ۲۵ فوریه ۱۹۹۸ به منظور قدردانی از خدمات ارزشمند جناب اسقف به درجه خلیفه اعظمی نایل گردید.
در سال ۲۰۰۶ میلادی و طی مراسم خاصی در انطلیاس به نشان درجه اسقفی مفتخر گردید.

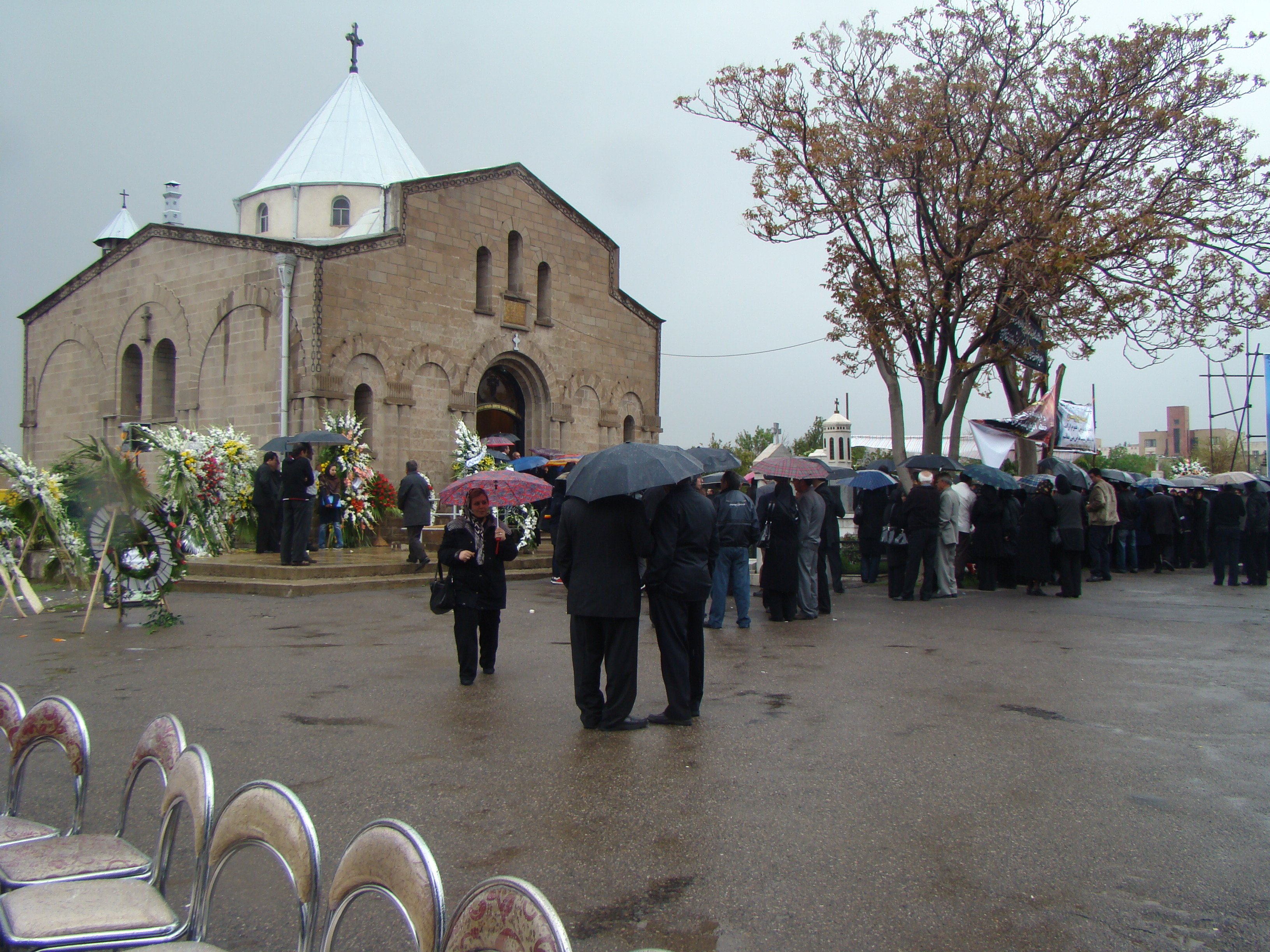
خاکسپاری عالیجناب نشان توپوزیان، تبریز

اسقف نشان توپوزیان در طول ۱۹ سال خدمت خود در ایران بیش از ۵۰ کتاب و مقاله را در زمینه مذهبی به رشته تحریر درآورد. وی به زبان‌های فارسی و ترکی آذری نیز تسلط کامل داشت.

## بیماری و درگذشت
از حدود سه هفته پیش از درگذشتش و به دنبال بیماری عارضه کبدی وی در بیمارستان ناحیه نورک ماراش شهر ایروان پایتخت ارمنستان بستری و تحت معالجه قرار گرفتند. لیکن در ساعت ۳ بعد از ظهر روز سه‌شنبه ۲۷ آوریل ۲۰۱۰ (۷ اردیبهشت ۱۳۸۹) معالجات مؤثر واقع نشده و وی در سن ۴۴ سالگی درگذشت.
مراسم تشییع اسقف نشان توپوزیان روز چهارشنبه در گورستان ارمنی‌های تبریز برگزار شد.